# Ruggero Maregatti
Ruggero Maregatti (ur. 14 lipca 1905 w Mediolanie, zm. 20 października 1963 tamże) – włoski  lekkoatleta (sprinter), medalista olimpijski z 1932.
Na igrzyskach olimpijskich w 1932 w Los Angeles zdobył brązowy medal w sztafecie 4 × 100 metrów za zespołami Stanów Zjednoczonych i Niemiec (sztafeta włoska biegła w składzie: Giuseppe Castelli, Maregatti, Gabriele Salviati i Edgardo Toetti).
Był mistrzem Włoch w biegu na 100 metrów w 1924 i 1925, w biegu na 200 metrów w latach 1924 i 1919-1931, w sztafecie 4 × 100 metrów w latach 1925-1929 i 1933, a także w sztafecie 4 × 200 metrów, sztafecie olimpijskiej i sztafecie szwedzkiej w 1930 i 1931.
Dwukrotnie wyrównywał rekord Włoch w biegu na 100 metrów do wyniku 10,6 s, osiągniętego 1 listopada 1930 w Rzymie. Trzykrotnie poprawiał rekord Włoch w sztafecie 4 × 100 metrów, doprowadzając go do wyniku 41,0 s (26 czerwca 1932 we Florencji).